# Frederic Martí Carreras
Frederic Martí Carreras (Palamós, 1918 – Palafrugell, 1968), fill de tapers, va cursar el batxillerat al Colegio Hispanofrancés d'Àngel López. La Guerra Civil va interrompre els seus estudis, però es va llicenciar en Ciències Químiques l'any 1943. Dos anys més tard assolí el títol de mestre a l'Escola Normal de Magisteri de Girona.
Ja casat, es va establir a Palafrugell, on va treballar en la indústria del suro. Com a tinent d'alcalde durant sis anys (del 5 de febrer de 1961 al 5 de febrer de 1967, essent alcalde Joan Gich), va ser un dels motors dels projectes de l'Ajuntament. Va destacar en la promoció de la cultura (biblioteca, la Casa de Cultura o el Patronat de l'Escola d'Arts i Oficis) i, especialment, en la millora de l'ensenyament: la creació de l'Escola Barceló i Matas i la de l'institut que porta el seu nom.
Arran de la seva crida l'octubre de 1965 a la Revista de Palafrugell, es va constituir una comissió formada per representants de la societat civil per construir un institut de batxillerat i un estadi municipal. L'abril de 1966 la comissió va enviar una carta demanant als vilatans col·laborar econòmicament per a l'adquisició dels terrenys i el setembre del mateix any es van poder adquirir. A principis de 1967 començaren les obres de l'institut que duu el seu nom i l'any següent, les de l'estadi Josep Pla i Arbonès.